# Сосновка (Новокузнецький район)
Сосно́вка (рос. Сосновка) — село у складі Новокузнецького району Кемеровської області, Росія. Адміністративний центр Сосновського сільського поселення.

## Населення
Населення — 2430 осіб (2010; 2140 у 2002).
Національний склад (станом на 2002 рік):
- росіяни — 95 %